# بوئینگ ۷۴۷–۸

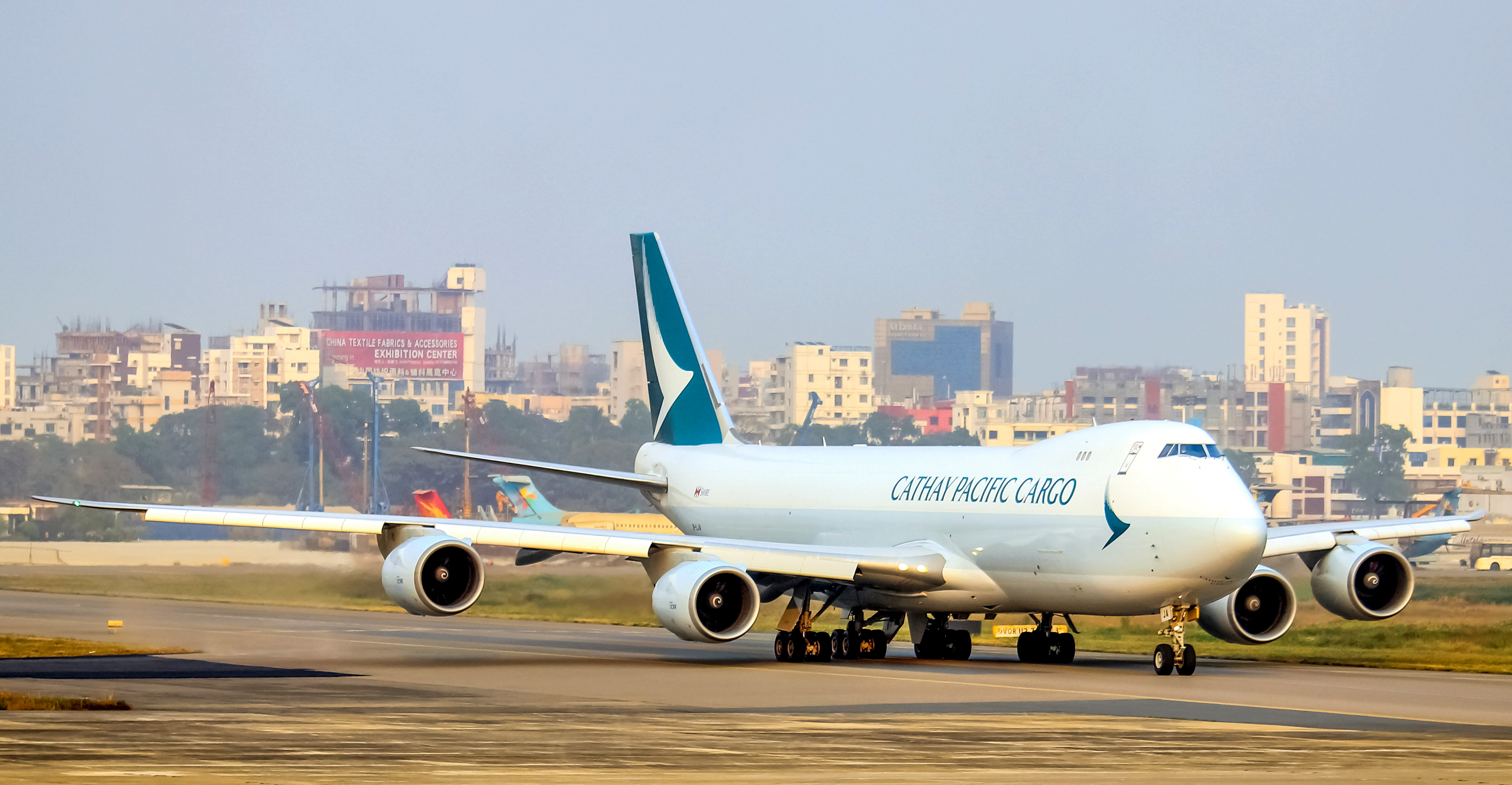
بوئینگ ۷۴۷–۸ اف

بوئینگ ۷۴۷–۸ (به انگلیسی: Boeing 747-8) یک مدل هواپیمای مسافربری پهن‌پیکر چهارموتوره است که توسط شرکت بوئینگ ایالات متحده توسعه‌یافته و ساخته شده‌است.
بوئینگ ۷۴۷–۸ سومین نسل از هواپیمای بوئینگ ۷۴۷ می‌باشد، که طراحی بال‌های آن تغییر کرده، همچنین طول بدنه آن نیز از مدل استاندارد بوئینگ ۷۴۷ بسیار بزرگتر می‌باشد. بوئینگ ۷۴۷–۸ بزرگترین هواپیمای تجاری است که هم‌اکنون در ایالات متحده ساخته می‌شود، کاتای پاسیفیک درازترین هواپیمای مسافربری جهان می‌باشد. مدل ۷۴۷–۸ در دو کلاس ساخته می‌شود، که شامل بوئینگ ۷۴۷–۸ اینترکانتیننتال (به‌اختصار: ۷۴۷–۸آی) و بوئینگ ۷۴۷–۸ باری (به‌اختصار: ۷۴۷–۸اف) می‌باشد.
در سال ۲۰۱۹ بوئینگ اعلام کرد که تولید این هواپیما را متوقف خواهد کرد و آخرین آن را در سال ۲۰۲۲ تحویل می‌دهد.
تاکنون بیشتر از صد بوئینگ ۷۴۷–۸ تولیدشده که شرکت های هواپیمایی لوفت‌هانزا آلمان، هواپیمایی کره، کارگلوس لوکزامبورگ و کاتای پاسیفیک هنگ کنگ آنان را به‌صورت رسمی در ناوگان هوایی خود دارند.